# Christiaan Beekhuis (1926-2023)
Christiaan Houdijn Beekhuis (Leeuwarden, 6 januari 1926 - Den Haag, 26 april 2023) was een Nederlands jurist en raadsheer in de Hoge Raad der Nederlanden.
Beekhuis was de zoon van Christaan Houdijn Beekhuis (1899-1975), raadsheer in de Hoge Raad van 1963 tot 1969, en diens echtgenote Hendrika Hermanna Menalda. Hij studeerde rechten aan de Universiteit Leiden van 1947 tot 1951, waarna hij advocaat werd in zijn geboorteplaats Leeuwarden. In 1974 werd hij raadsheer-plaatsvervanger bij het Gerechtshof Leeuwarden en in 1978 verliet hij de advocatuur om voltijds raadsheer te worden.
Op 13 juni 1984 werd Beekhuis aanbevolen voor benoeming tot raadsheer in de Hoge Raad, als opvolger van Philip van der Ven die tot vicepresident was benoemd. De Tweede Kamer nam de aanbeveling ongewijzigd over op de voordracht en de benoeming volgde op 12 oktober van dat jaar. Op 1 februari 1996 werd Beekhuis ontslag verleend in verband met het bereiken van de verplichte pensioenleeftijd van 70 jaar.
Christiaan Beekhuis overleed in 2023 op 97-jarige leeftijd te Den Haag. Hij was gehuwd met Pieternella van der Graaf tot haar overlijden; ze hadden drie kinderen.